# Koelkast

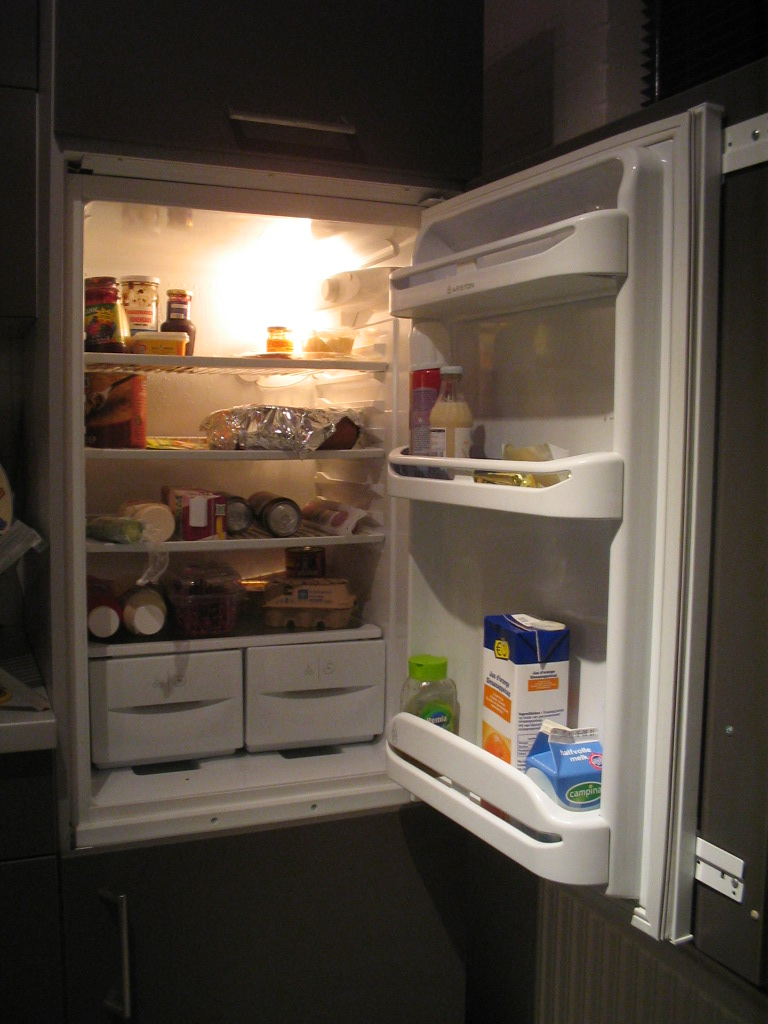
Geopende koelkast met twee groenteladen

Een koelkast of frigo (in België informeel ook ijskast) is een apparaat voor het gekoeld bewaren van etenswaren en dranken.
Het is een van de grote, vast opgestelde, elektrische huishoudelijke apparaten die door de handel witgoed worden genoemd en in de 20e eeuw tot de standaarduitrusting van het 'westerse' huishouden zijn gaan behoren.
Een koelkast heeft een thermostaat die ingesteld kan worden op een bepaalde temperatuur, vaak enkele graden Celsius boven nul. Dit remt het bederf van etenswaren en andere substanties zonder ze veel te veranderen, kan voor het consumeren van dranken een gewenste temperatuur zijn, en voorkomt bijvoorbeeld het smelten van chocola.
Een koelkast kan uitgerust zijn met een vriesgedeelte in de vorm van een vriesvak dat in het koelgedeelte zit of een apart vriesgedeelte met een eigen deur.

## Etymologie
De term ijskast is afkomstig uit de tijd voor de elektrische koelkast. Ook toen werd er gebruikgemaakt van koel gehouden kasten voor het bewaren van etenswaar; de term ijskast werd specifiek gebruikt als dat koel houden gebeurde door het in de kast plaatsen van blokken ijs, die daartoe door speciale verkopers aan huis werden verkocht. Gegoede families hadden op hun landgoed vaak zelf een ijshuis of ijskelder waaruit ijs gehaald kon worden om mee te koelen. Met koelkast werd in het algemeen een ruimte bedoeld die op een lagere temperatuur kan worden gebracht en gehouden dan de omgevingstemperatuur. De term frigo is mogelijks afkomstig van de apocope van een afkorting van het Frans woord "armoire frigorifique" (letterlijk koelhoudende kast). Het idee dat het woord door merkverwatering van het Amerikaanse merk "Frigidiare" (uit 1918) is ontstaan, wordt ontkracht door een bron die in 1913 het woord frigo reeds gebruikte.

## Geschiedenis

### Algemeen
Voor het tijdperk van de ijskast was men voor het conserveren van voedingsmiddelen aangewezen op andere technieken, zoals wecken, drogen, pekelen en konfijten. Bij deze technieken werd de groei van bacteriën geremd door respectievelijk het verhitten en vacuüm maken (vacumeren), het onttrekken van vocht of het toevoegen van veel zout of suiker. Dit had een wijziging van de smaak, de structuur en vaak ook de kleur tot gevolg, wat bij de koelkast niet meer het geval is. Charles Tellier ontwikkelde in 1869 de eerste bruikbare koeling voor levensmiddelen.
In 1926 vond Albert Einstein samen met Leo Szilard de zogenaamde Einstein–Szilard koelkast uit. Deze absorptiekoelmachine werkte op gas onder constante druk en had geen bewegende delen. Omdat het toestel geen elektriciteit nodig had maar enkel een hittebron, was de koelkast heel geschikt voor arme gebieden. Het toestel, dat eigenlijk een alternatieve versie was van het originele ontwerp uit 1922 van de Zweedse uitvinders Baltzar von Platen en Carl Munters, werd door Szilard gepatenteerd in de VS in 1930.

### Nederland en België
De moderne ijskast deed in Nederland en België in de eerste helft van de 20e eeuw zijn intrede. Etna introduceerde in 1933   in Nederland de elektrische koelkast.. Met de ontwikkeling van moderne koeltechnieken en de verspreiding van elektriciteit konden ijskasten hun eigen koelsysteem krijgen en op het lichtnet worden aangesloten.
In 1954 had slechts 10% van de Nederlandse gezinnen een koelkast. De prijs van een koelkast lag met 500 tot 700 gulden voor de meesten veel te hoog. Albert Heijn bood in 1962 daarom via de Premie van de Maand Club (PMC), koelkasten aan met 50% korting, waardoor een koelkast door velen ineens wel aangeschaft kon worden; er werden zo 145.000 koelkasten geleverd. Tevens kwamen hierdoor de prijzen van koelkasten sterk onder druk te staan, waardoor de handel de prijzen moest gaan verlagen. Dit zette de trend in tot de koelkast als gemeengoed in het huishouden.
De Consumentenbond publiceerde in 1964 haar eerste consumententest die over koelkasten ging. Ook hier ging een aanjagende werking van uit. In 1972 bezat 93% van de Nederlandse bevolking een koelkast.

## Beschrijving
Het in Europa meest voorkomende type koelkast is het tafelmodel. Dit is een staande kast met een bovenblad, die desgewenst onder het aanrecht kan worden geschoven, zodanig dat alleen de voorkant zichtbaar is. Die voorkant bestaat uit een deur, die meestal naar rechts opendraait, maar soms naar links. Bij sommige modellen kan de draairichting door de gebruiker veranderd worden. De deur is voorzien van een magnetisch deurrubber, dat er niet alleen voor zorgt dat de koelkast goed afgesloten is, maar dat ook de deur in geval van opsluiting, van binnenuit geopend kan worden, zodat voorkomen wordt dat iemand (meestal een kind) door koelkastverstikking om het leven komt.
In het interieur bevinden zich:
- een koelelement, bestaande uit een metalen kastje (het vriesvak, horizontaal bovenin geplaatst) of een al dan niet zichtbare metalen plaat (horizontaal bovenin of verticaal in de achterwand geplaatst), waarvan de temperatuur onder het vriespunt gehouden wordt
- daaronder twee of drie uitneembare geplastificeerde ijzeren roosters dan wel glazen platen, die als schappen dienen
- daaronder een glazen dekplaat
- daaronder een of twee uitneembare plastic bakken, die voor het bewaren van groenten worden gebruikt

Aan de achterkant van de koelkast, die niet bekleed is, bevindt zich het feitelijke koelmechanisme.
Twee andere veelvoorkomende modellen zijn de tweedeurskoelkast en de koelvriescombinatie. Deze zijn aanzienlijk hoger en bevatten daardoor vaak meer schappen. Ook bevatten ze een apart schap voor diepvriezen, vaak met een aparte deur en bij de duurdere en grotere modellen zijn er vaak twee koelcircuits.
Andere modellen bestaan (bijvoorbeeld de zogeheten Amerikaanse koelkast, een manshoog model met twee deuren naast elkaar en een ijsblokjesmachine), maar komen minder vaak voor.
Kleinere modellen vindt men bijvoorbeeld in campers en caravans of als minibar op hotelkamers. Deze zijn vaak ook technisch verschillend van de grotere koelkasten in huishoudens, bijvoorbeeld omdat geen netspanning beschikbaar is of omdat een stil proces (zonder compressor) gewenst is. Zowel voor caravans/campers als voor minibars wordt daarom vaak een absorptiekoelkast ingezet: deze werkt met enkel een warmtebron, bijvoorbeeld op butaan of propaan uit een gasfles of een verwarmingselement en is door de afwezigheid van bewegende delen stiller dan een compressorkoelkast.

## Vervoer
Er wordt vaak beweerd dat een koelkast liggend kan worden vervoerd. Dit is echter sterk af te raden omdat de olie uit de compressor dan het koelsysteem in gaat stromen waardoor er een grote kans bestaat op een verstopping van de capillaire buis waardoor de koelkast niet of nagenoeg niet meer koelt.

## Werking

Circuit van een warmtepomp

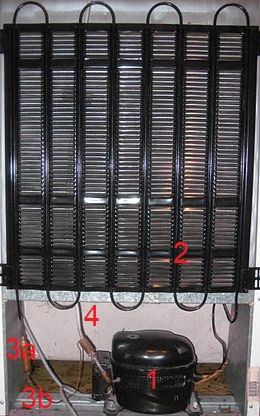
Achterkant van een oud model koelkast met duidelijk de onderdelen van de warmtepomp zichtbaar. Zie tekst voor beschrijving van de onderdelen.

Het "hart" van een koelkast is een warmtepomp: de pomp onttrekt via een interne verdamper (zie afbeelding) warmte aan de inhoud van de koelkast en geeft deze warmte vervolgens via een externe condensor af aan de omgeving van de koelkast. Daarbij wordt gebruik gemaakt van een koudemiddel dat door drukveranderingen, via de drukverhogende compressor en het drukverlagende expansieventiel, voortdurend van toestand verandert: van vloeistof naar gas, en weer terug. 
Aanvankelijk werd als koudemiddel ammoniak, zwaveldioxide of methylchloride gebruikt, later veelal chloorfluorkoolstofverbindingen (CFK's) zoals Freon R-12, R22, R502. Toen men zich bewust werd van de schadelijke werking hiervan op de ozonlaag is er gezocht naar alternatieven, en werden CFK's onder invloed van het Montreal-protocol uitgefaseerd. Tegenwoordig wordt daarom gebruikgemaakt van andere koudemiddelen: HFK's (fluorkoolwaterstoffen) zoals Suva R-134a en alkanen zoals propaan. De nu nog alom gebruikte term "freon" voor koudemiddelen is sinds de invoering van de HFK's niet meer correct. Tegenwoordig wordt vooral R600a gebruikt, ook wel isobutaan genoemd. Dit gas mag vanwege de geringe schadelijkheid voor de ozonlaag ook gebruikt worden in spuitbussen zoals deodorant.
De koelkast bestaat dan ook koeltechnisch uit de volgende onderdelen met de nummering van de afbeelding:
1. Compressor: verhoogt de druk op het koudemiddel (i.t.t. het expansieventiel);
2. Condensor: verandert het koudemiddel van een damp in een vloeistof;
3. a. Droogfilter (overgebleven water na vacuüm pompen verwijderen uit systeem en capillaire buis beschermen)
b. Capillaire buis (volume verkleinen en voor drukverschil zorgen)
4. Verdamper: verandert het koudemiddel van een vloeistof in een damp.

Bij nieuwere koelkasten en barmodel koelkasten is de condensor niet zichtbaar. Deze bevindt zich dan achter de metalen buitenkant. De werking kan direct na inschakeling worden gecontroleerd door aan de leidingen van de compressor te voelen: de dunne buis moet erg heet worden en de buis die teruggaat naar de compressor moet koud worden. Wanneer de compressor draait, maar er geen temperatuurverschil voelbaar is, dan is er of onvoldoende koelgas, of is er geen stroming door bijvoorbeeld een verstopping of een kapotte klep in de compressor.

### Vriesgedeelte
Het vriesgedeelte van een koelkast wordt kouder dan het koelgedeelte doordat deze het begin en het grootste gedeelte van de verdamper bevat. Ook heeft een apart vriesgedeelte meestal een veel betere isolatie dan het koelgedeelte; dit is nodig omdat het temperatuurverschil hier veel groter is. Daarom heeft een koelkast met een vriesvak weinig isolatie nodig omdat hier de omgevingstemperatuur nooit hoger is dan de temperatuur in het koelgedeelte. De temperatuur van een koelkast wordt over het algemeen geregeld door een temperatuursensor die op de verdamper zit, en dus niet rechtstreeks aan de hand van de temperatuur in het koel- of vriesgedeelte.

### Andere koelmethoden
Er is ook een koelproces te construeren dat op een gas-, spiritus- of petroleum-brandertje werkt (absorptiekoeling), en dat gebruikt wordt in situaties waar geen elektriciteit beschikbaar is, bijvoorbeeld in caravans.
Verder zijn er thermo-akoestische koelmethoden en stirlingkoelers waarmee heel efficiënte koelkasten zijn te construeren; deze hebben echter nog geen ingang op grote schaal gevonden. In het laboratorium en voor kleine wijnkoelkasten en koelboxen wordt wel gebruikgemaakt van het thermo-elektrisch effect (peltiereffect of solid state cooling).

## Afdanken en verwijderingsbijdrage
In Nederland kunnen koelkasten worden ingeleverd bij de gemeente, veelal bij een milieupark waar het apparaat wordt ingezameld voor recycling. Hier wordt het koelgas en de olie zorgvuldig verwijderd uit het systeem, hierna worden de compressors verwijderd en met de hand gedemonteerd en de rest wordt versnipperd.
Op de aanschafprijs van een nieuwe koelkast zit vaak een verwijderingsbijdrage inbegrepen.